# La Rectoria Vella (Pineda de Mar)
la Rectoria Vella és una masia a l'oest de la urbanització Pinemar de Pineda de Mar (al Maresme). La part posterior de la masia ha estat ampliada i rehabilitada per ús de segona residència. Masia fortificada mitjançant una torre de planta quadrada, en un estat de conservació mitjà, i que actualment està destinada a habitatge. La casa té tres cossos, pis i golfes. Té una galeria porxada, en un cos afegit de dues plantes, a mà esquerra de la casa. Al davant de la façana té el pati, encerclat per la paret, i el tanca un portal. Conserva finestrals gòtics. Té la teulada a dues vessants. A l'interior, el menjador a l'esquerra, la cuina a la dreta i, al cos central, l'escala que dona accés al pis destinat a serveis. Unit a la façana lateral, el celler.